# Errol Flynn
Errol Leslie Thomson Flynn (Hobart, Australija, 20. lipnja 1909. – Vancouver, Kanada, 14. listopada 1959.), američki glumac australskog porijekla.